# Raske Menn

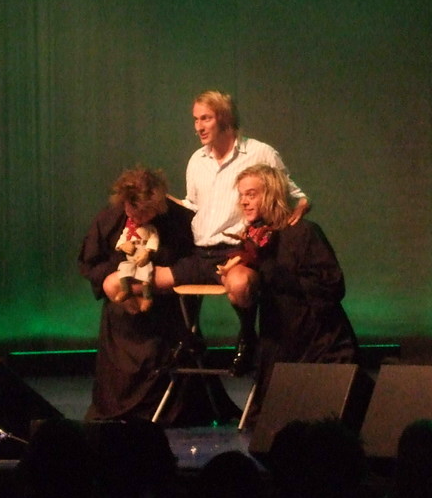
Øyvind Rafto, Anders Hoff und Calle Hellevang-Larsen.

Raske Menn (Schnelle Männer) ist ein norwegisches Comedy-Trio, bestehend aus Anders Hoff, Øyvind Rafto und Calle Hellevang-Larsen.
Gegründet wurde die Gruppe von den beiden Schulfreunden Calle Hellevang-Larsen und Øyvind Rafto. Beide spielten damals zusammen im Schultheater. Anders Hoff stieß dann später dazu, als er und Rafto sich auf der Norwegischen Handelshochschule kennenlernten.
Ihr berühmtester Sketch ist "Verdenshistorien på 5 minutter" (Die Geschichte der Welt in 5 Minuten). Der 5 Minuten lange Sketch stellt eine Zusammenfassung von den wichtigsten Ereignisse der Menschheit mit Jesus Christus, Charles Darwin, Mohammed, Neil Armstrong, Moses und den Wikingern dar. Thor Heyerdahl kommt auch in dem Stück vor als der Entdecker, der immer wieder bei den entscheidenden Ereignissen auftaucht.
Im Jahr 2005 gewann das Trio den Norwegischen Comedy Preis für die besten Newcomer des Jahres.